# Titus Manlius Torquatus (Konsul 235 v. Chr.)
Titus Manlius Torquatus († 202 v. Chr.) war der bedeutendste Vertreter der römischen Adelsfamilie der Manlier in der zweiten Hälfte des 3. Jahrhunderts v. Chr. Er bekleidete 235 und 224 v. Chr. das Konsulat, schlug während des Zweiten Punischen Krieges 215 v. Chr. eine Rebellion auf Sardinien nieder und war 208 v. Chr. Diktator.

## Abstammung und frühe Laufbahn
Titus Manlius Torquatus hatte nach Auskunft der Fasti Capitolini einen gleichnamigen Vater und Großvater. Der Althistoriker Friedrich Münzer hält es für wahrscheinlich, dass er ein Neffe des Konsuls von 244 und 241 v. Chr., Aulus Manlius Torquatus Atticus, war.
Das erste Mal bekleidete Manlius 235 v. Chr. das Konsulat; sein Amtsgenosse war Gaius Atilius Bulbus. Etwa 238 v. Chr. hatten die Punier die Insel Sardinien den Römern abtreten müssen, wohin Manlius nun reiste. Er besiegte die dortigen Stämme und durfte dafür einen Triumph abhalten. Fälschlich wurde ihm schon von frühen römischen Annalisten die damalige kurzzeitige Schließung des Janustempels zugeschrieben, die einen in allen Teilen des Reiches herrschenden Frieden verkündete. Vielmehr dürfte der erwähnte Konsul Aulus Manlius Torquatus Atticus anlässlich der siegreichen Beendigung des Ersten Punischen Krieges (241 v. Chr.) die – nur dieses einzige Mal während der ganzen Römischen Republik durchgeführte – Schließung des Janustempels angeordnet haben; die nächste erfolgte erst während des Principats des Augustus.
231 v. Chr. erfolgte die Wahl des Manlius in das bedeutende Amt eines Censors, das er gemeinsam mit dem Konsul von 237 v. Chr., Quintus Fulvius Flaccus, bekleiden sollte; doch beide mussten von dieser Magistratur aufgrund eines Wahlfehlers zurücktreten. Dafür wurden die beiden Männer sieben Jahre später (224 v. Chr.) wieder zu Konsuln gewählt. Sie hatten den Kampf gegen keltische Stämme Norditaliens zu erneuern, der bisher für Rom zufriedenstellend verlaufen war. Nach einem großen Sieg über die Boier setzten die Konsuln zur Bekriegung der Insubrer über den Po, konnten dieses Volk aber nicht gänzlich unterwerfen.

## Rolle im Zweiten Punischen Krieg
Die Römer kämpften in den ersten Jahren des Zweiten Punischen Krieges äußerst unglücklich gegen Hannibal und mussten 216 v. Chr. in der Schlacht bei Cannae eine verheerende Niederlage einstecken. Manlius erwies sich als ein Vertreter altrömischer Strenge, indem er im Senat erfolgreich dafür eintrat, die in dieser Schlacht von den Karthagern zu Tausenden gefangengenommenen Römer nicht freizukaufen. Aus der gleichen Gesinnung heraus lehnte er es ab, dass auch Latiner an die Stelle verstorbener Senatoren nachrücken durften.
215 v. Chr. probten die Sarden, die unter einer hohen Steuerlast litten, den Aufstand gegen die römische Herrschaft. Sie baten durch heimliche Botschaften um die Unterstützung Karthagos. Als Hauptinitiatoren der Rebellion nennt der römische Historiker Titus Livius den sardischen Anführer Hampsicora, der punischer Herkunft war, und den karthagischen Senator Hanno, der auf Sardinien lebte. Günstig wurde von den Aufständischen beurteilt, dass damals mit Quintus Mucius Scaevola ein neuer, mit den Verhältnissen auf Sardinien wenig vertrauter Prätor geschickt wurde. Da Scaevola aber bald erkrankte und daher die Kriegsoperationen nicht leiten konnte, ernannte der damals als Stadtprätor fungierende Quintus Fulvius Flaccus auf die Aufforderung der Senatoren hin seinen ehemaligen Konsulatskollegen Manlius zum Kommandeur einer neu ausgehobenen Legion und erteilte ihm weitreichende Vollmachten, um auf der Insel für Ordnung zu sorgen.
Als erfahrener und schon zwanzig Jahre zuvor auf Sardinien erfolgreicher Feldherr bewältigte Manlius seine Aufgabe glänzend. Anfangs gelang ihm ein deutlicher Sieg über die sardischen Verbände des Hostus, des Sohnes des Hampsicora. Hostus hatte den Kampf gegen Manlius allein geführt, noch vor der Ankunft des von Karthago mit einem großen Heer nach Sardinien entsandten Feldherrn Hasdrubal dem Kahlen, dessen Flotte durch einen Sturm nach den Balearen abgetrieben worden war. Als der punische General dann auf Sardinien landete, zog sich Manlius nach Carales (heute Cagliari) zurück. Hampsicora und Hasdrubal vereinigten ihre Armeen und zogen gegen Manlius, der aber die gemeinsamen Streitkräfte der Punier und Sarden bei Carales erneut entscheidend besiegte. Hostus fiel in der Schlacht; sein Vater Hampsicora beging daraufhin auf der Flucht Selbstmord. Auf punischer Seite gerieten der Oberkommandierende Hasdrubal und der oben erwähnte Adlige Hanno in römische Gefangenschaft. Die Reste der geschlagenen Aufständischen waren an die Westküste nach Cornus (beim heutigen Santa Caterina di Pittinuri) geflohen, doch eroberte Manlius diese Stadt nun mit Leichtigkeit. Die Sarden mussten sich unterwerfen, Geiseln stellen und Tribut in Form von Geld und Getreide zahlen. Dann kehrte Manlius nach Carales zurück, segelte von dort nach Rom und berichtete dem Senat, dass Sardinien wieder ganz unter römischer Kontrolle stand.
212 v. Chr. unterlagen Manlius und sein ehemaliger Konsulatskollege Quintus Fulvius Flaccus bei der Wahl für den vakanten Posten des Pontifex Maximus ihrem Mitbewerber Publius Licinius Crassus Dives, obwohl dieser ihnen in Alter und Rang deutlich nachstand. Ein drittes Konsulat hätte Manlius 210 v. Chr. mit Sicherheit antreten können, nachdem er durch die centuria praerogativa (erstabstimmende Centurie) gewählt worden war. Er soll aber freiwillig diesem höchsten Staatsamt entsagt haben, weil er angeblich die damalige politische Linie nicht billigte. Anfang 210 v. Chr. wurde im Senat debattiert, wie mit der sizilianischen Stadt Syrakus weiter verfahren werden sollte, die der erfolgreiche Feldherr Marcus Claudius Marcellus erobert und geplündert hatte. Manlius gehörte zu den ersten Senatoren, die sich für die Schonung der Stadt aussprachen.
209 v. Chr. wurde ein neuer Princeps senatus bestellt. Auf Vorschlag des Censors Marcus Cornelius Cethegus sollte Manlius gemäß bisheriger Tradition als ältester patrizischer Censorier das Amt erhalten. Der andere Censor, Publius Sempronius Tuditanus, setzte jedoch die Wahl des Quintus Fabius Maximus Cunctator durch, der sich durch seine defensive aber erfolgreiche Kriegsführung im Zweiten Punischen Krieg einen Namen gemacht hatte. Angeblich war Manlius mit dieser Wahl durchaus einverstanden.
Wegen des Todes der beiden Konsuln von 208 v. Chr. leitete Manlius als Diktator die Wahlen für das nächste Jahr. Sein Amt als Diktator umfasste auch die Abhaltung von Spielen. Er hielt seinen Schwur, fünf Jahre später (203 v. Chr.) neue Spiele durchzuführen. 202 v. Chr. ereilte ihn der Tod; an seiner Stelle wurde Gaius Sulpicius Galba neuer Pontifex.